# Addi Abagiè
Addi Abagiè is een stuwmeer in de Sa’isa Tsa’ida Imba woreda van Tigray in Ethiopië. De aarden dam werd gebouwd in 1993 door SAERT.

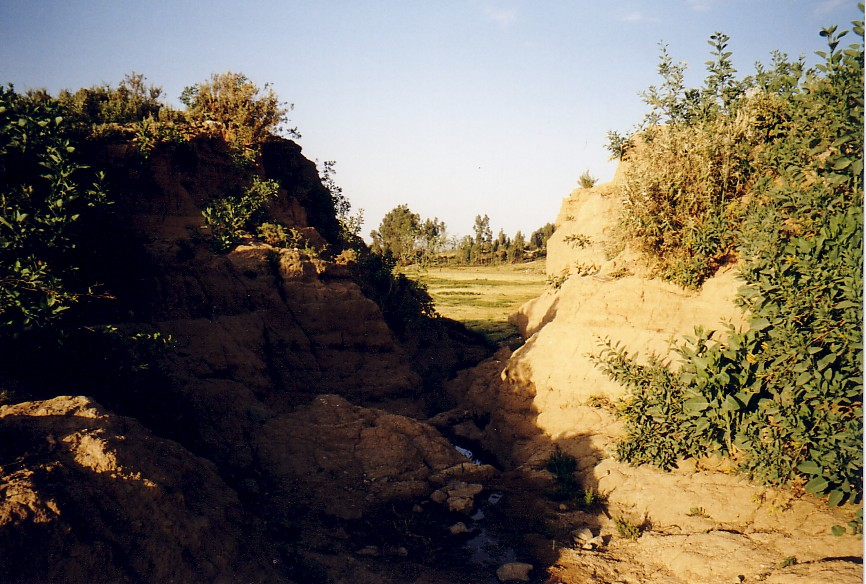
Bres in de dam in 2001

## Eigenschappen van de dam
De dam, met een lengte van 176 meter, werd doorbroken rond het jaar 2000. De overloop was te hoog geplaatst, zodat bij hevige storm het water over de dam stroomde en hem insneed. Er vielen geen doden of gewonden. Rond 2010 werd de bres dichtgemaakt en de dam hoger gebouwd, zodat hij nu functioneel is.

## Omgeving
Het stroomgebied van het reservoir is 8,77 km² groot, met een omtrek van 13 km en een lengte van 4700 meter. Het reservoir ondergaat snelle sedimentafzetting. De gesteenten in het bekken zijn Precambrische gesteenten van de sokkel en Paleozoïsche Zandsteen van Enticho.